# Andělská Hora (Karlovy Vary)
Andělská Hora è un comune della Repubblica Ceca facente parte del distretto di Karlovy Vary, nella regione omonima.